# 알략산드르 마르티노비치
알략산드르 울라지미라비치 마르티노비치(벨라루스어: Аляксандр Уладзiмiравiч Мартыновіч, 러시아어: Александр Уладзiмiравiч Мартынович, Alyaksandr Uladzimiravich Martynovich, 1987년 8월 26일 ~ )는 벨라루스의 축구 선수로 현재 카자흐스탄 프리미어리그의 FC 카이라트에서 수비수로 활약하고 있으며 벨라루스 대표팀의 주장을 맡고 있다.

## 클럽 경력
2003년 루르 민스크에서 데뷔한 이후 2006년 자국 리그의 명문팀인 디나모 민스크로 이적하여 2010 시즌까지 105경기 4골을 기록하며 리그 3회 준우승(2006년, 2008년, 2009년), 2008년 벨라루스컵 4강 등에 이바지했다.
그 후 2010 시즌을 앞두고 러시아 프리미어리그의 FC 크라스노다르로 이적하여 우랄 예카테린부르크에서 임대 선수로 활동했던 2015-16 시즌(25경기 출장)을 제외하고 2021-22 시즌까지 크라스노다르의 주축 수비수로 통산 269경기 6골을 기록하며 2013-14 시즌 러시아 컵 준우승, 3번의 리그 3위(2014-15, 2018-19, 2019-20), 2번의 UEFA 유로파리그 16강 진출(2016-17, 2018-19) 등에 기여했다.
그리고 2021-22 시즌을 끝으로 12년간의 크라스노다르와의 동행을 마무리한 뒤 러시아 퍼스트 리그의 루빈 카잔 이적을 확정지었고 이적하자마자 2022-23 시즌 카잔의 주축 수비수로 리그 26경기에 출전하며 팀의 우승과 함께 1시즌만의 러시아 프리미어리그 승격을 이끔으로서 데뷔 20년만에 처음으로 우승의 기쁨을 맛보았으며 2023-24 시즌에서도 공식전 22경기 3골을 기록했다.
이후 2023-24 시즌을 마친 뒤 14년간 활약했던 러시아 리그를 떠나 카자흐스탄 프리미어리그 소속팀인 FC 카이라트로 전격 합류하자마자 2025 시즌 카자흐스탄 슈퍼컵을 통해 개인 커리어 2번째 우승을 거머쥐었다.

## 국가대표팀 경력
벨라루스 U-21 대표팀 소속으로 2009년 UEFA 유러피언 U-21 챔피언십에 출전했으나 팀은 이탈리아, 스웨덴, 세르비아를 상대로 1무 2패·A조 최하위에 머무르며 4강 진출에 실패했고 특히 스웨덴전에서 1-5 대패를 당하는 수모를 맛보았다.
그리고 2009년 11월 벨라루스 A대표팀에 첫 발탁된 뒤 이듬해인 2010년 11월 17일 오만과의 친선 경기에서 국제 A매치 데뷔골을 신고하며 팀의 4-0 대승에 일조했고 2015년 3월 벨라루스 A대표팀의 주장으로 선임된 이후 2018-19년 UEFA 네이션스리그 D 6경기에서 4승 2무·4조 1위라는 벨라루스 축구 역사상 국제 대회 역대 최고 성적으로 차기 시즌 UEFA 네이션스리그 C 승격을 이끌었다.
그 후 UEFA 유로 2020 예선 C조에서는 1승 1무 6패·조 4위의 초라한 성적을 거두었음에도 2018-19년 UEFA 네이션스리그 D에서 거둔 호성적 덕분에 사상 첫 유로 대회 예선 플레이오프 진출에는 성공했지만 플레이오프 1라운드에서 조지아에 0-1로 석패하며 사상 첫 메이저 대회 본선 문턱에서 고배를 마셨으며 2020년 이후 벨라루스 대표팀 주장직을 잠시 내려놓았다.
그러나 2024년부터 벨라루스 대표팀 주장직을 다시 맡은 뒤 2024-25년 UEFA 네이션스리그 C 6경기에 모두 출전했으며 팀도 1승 4무 1패·3조 3위로 2024-25 시즌을 마무리했다.

## 대회 성적

### 클럽
디나모 민스크
- 벨라루스 프리미어리그 : 준우승 (2006, 2008, 2009), 4위 (2010)
- 벨라루스컵 : 4강 (2008)

 FC 크라스노다르
- 러시아 프리미어리그 : 3위 (2014-15, 2018-19, 2019-20), 4위 (2016-17, 2017-18, 2021-22)
- 러시아 컵 : 준우승 (2013-14)

 루빈 카잔
- 러시아 퍼스트 리그 : 우승 (2022-23)

 FC 카이라트
- 카자흐스탄 슈퍼컵 : 우승 (2025)